# Zamość (stacja kolejowa)

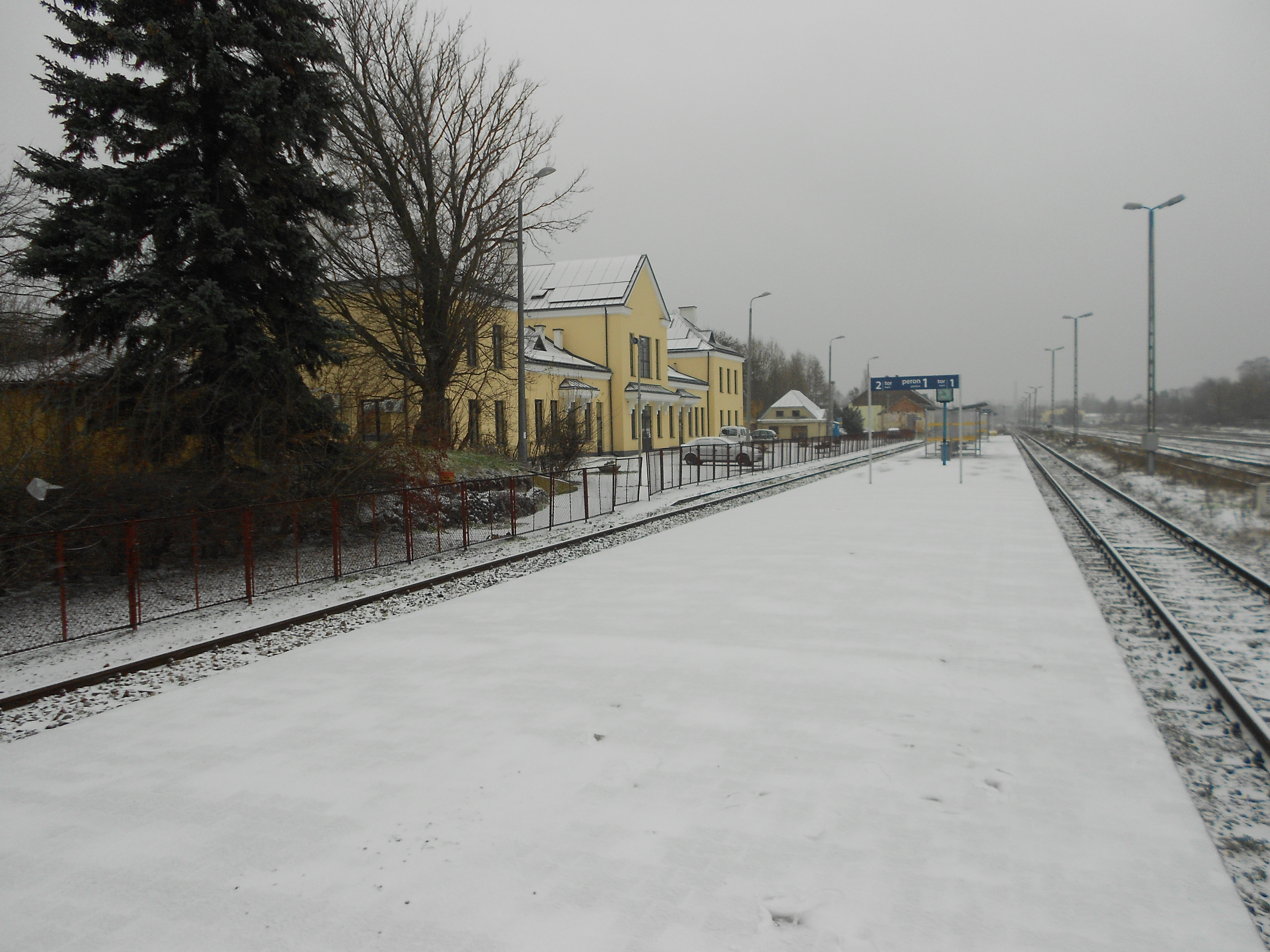
PKP Zamość (stacja kolejowa)

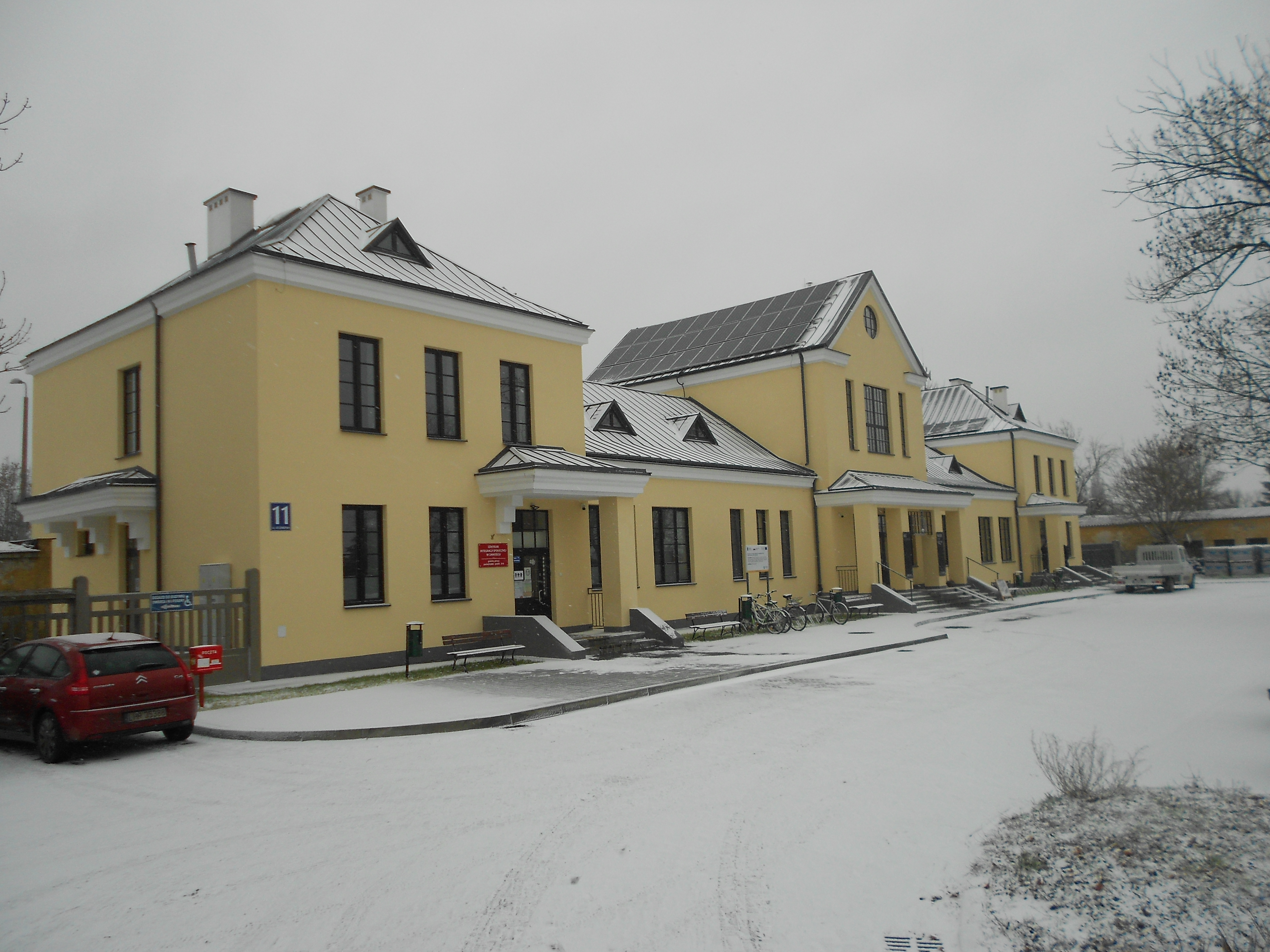
Dworzec od strony miasta

Zamość – stacja kolejowa w Zamościu, w województwie lubelskim, w Polsce. Stacja znajduje się przy ul. Szczebrzeskiej 11, na zachód od Starego Miasta.
Jest jednym z trzech miejsc planowego zatrzymywania się pociągów pasażerskich na terenie miasta, obok przystanku Zamość Starówka (położonego przy ul. Peowiaków) i przystanku Zamość Wschód (przy ul. Jana Zamoyskiego).

## Ruch pasażerski
| Rok  | Wymiana pasażerska na dobę |
| ---- | -------------------------- |
| 2017 | 150-199                    |
| 2022 | 200-299                    |

## Historia
Najwcześniejsze próby dociągnięcia kolei do Zamościa podjęte zostały przez Tomasza Stanisława Zamoyskiego (XIV ordynat) w roku 1871, kiedy to powstał projekt połączenia kolejowego Warszawa–Zamość–granica Austrii (z 1868). Jednak w 1873 zapadła decyzja o budowie kolei do Kowla. Dlatego też ten sam ordynat w 1881 podjął próbę połączenia Zamościa z Rejowcem. Kolejną próbę podjął jego następca, Maurycy Klemens Zamoyski (w 1897), który zainicjował powstanie spółki kolejowej. Był to wtedy projekt kolei Chełm–Zamość–Tomaszów, a stacja miała powstać przy ul. Sadowej. Kolej jednak nie powstała, gdyż spółka miała zbyt małe środki. Dopiero w 1915 wybudowano linię Rejowiec–Zawada–Bełżec. Dziesięciokilometrowy odcinek z Zawady na wschód do Zamościa powstał w następnym roku. 15 lipca 1916 trasę udostępniono do celów cywilnych. Wkrótce linię przedłużono do Nowego Miasta, a w 1917 do Hrubieszowa.
Dworzec kolejowy w Zamościu odegrał ważną rolę w obronie Zamościa przed armią Budionnego usiłującą sforsować starą Topornicę od strony Płoskiego, wzdłuż drogi i nasypu torowego (wokół było bagno). 22 lipca 1944 Niemcy zniszczyli urządzenia stacyjne, wysadzili parowozownię, rozjazdy, nastawnie, mosty i spalili dworzec. Ruch kolejowy na linii przywrócono 1 września 1944 roku. Dworzec pospiesznie i w nieco zmienionej formie odbudowano w 1945 roku. W latach 1962–1963 podniesiono standard poczekalni dworcowej i bufetu – ściany wyłożono płytami marmurowymi według projektu B.i L. Wzgórków.
Od 2015 roku dworzec jest własnością Miasta Zamość. W latach 2018–2020 przeprowadzono kolejny remont budynku. Znajduje się tu miejskie Centrum Integracji Społecznej. Część dworca jest dostępna dla podróżnych (poczekalnia, bufet).

## Ruch pociągów

### Zmiany połączeń

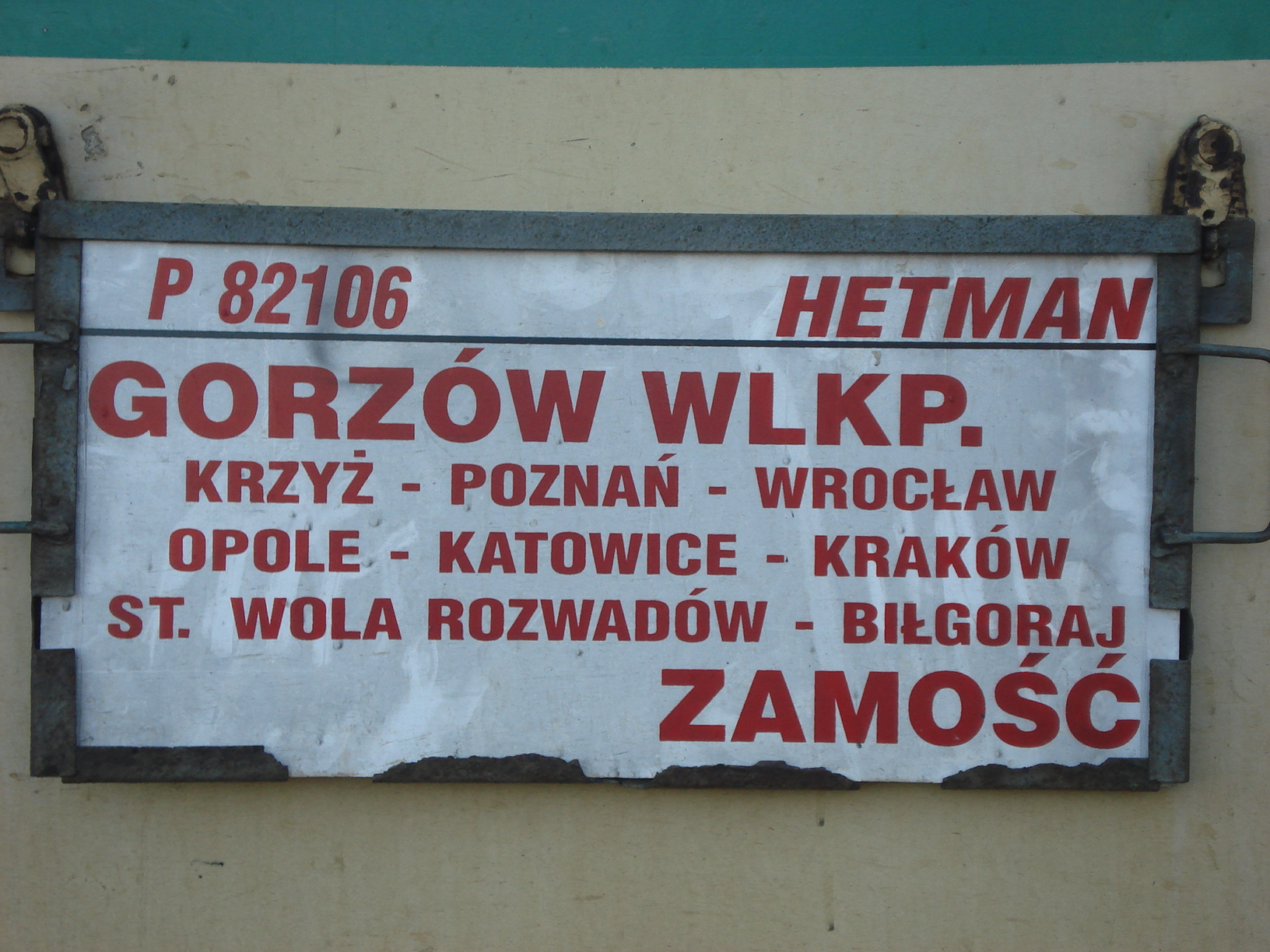
Tabliczka dawnego Hetmana

Po zlikwidowaniu w 2004 roku pociągów osobowych przez kilka lat stacja Zamość była miejscem odjazdów i przyjazdów pociągów wyłącznie pospiesznych, międzywojewódzkich. Do końca sierpnia 2009 Zamość posiadał 4 dalekobieżne połączenia pośpieszne, których wagony na określonych stacjach łączono ze składami z innych miast, tj.: 
- 2 do Wrocławia (Hetman i Roztocze o innej trasie) oraz
- 2 do Bydgoszczy (Bydgoszczanin i Chełmianin o tej samej trasie).

Spółka PKP Intercity, która w 2008 przejęła od ówczesnej spółki PKP Przewozy Regionalne połączenia międzywojewódzkie, od września 2009 zastąpiła pociągi „kolejową komunikacją autobusową”, zapewniającą dojazd do stacji Jarosław, Dębica oraz Lublin (o zbliżonej trasie jak pociąg), gdzie wagony z Zamościa łączone były z wagonami z innych miast, umożliwiając tam przesiadanie się do owych pociągów.
W grudniu 2009 roku Zamość i pobliski region Roztocze, do odwołania, pozbawiono wszelkich połączeń, co spowodowało całkowite odcięcie od połączeń kolejowych w skali regionu i kraju. Przez stację Zamość odbywał się jedynie ruch towarowy.
Dopiero w marcu 2011 spółka PKP Intercity przywróciła jeden pociąg TLK do Zielonej Góry (w późniejszych zmianach skierowany do Poznania), a od czerwca Przewozy Regionalne uruchomiły pociągi REGIO do Lublina i Chełma. W marcu 2014 roku skład pociągu TLK Hetman z Zamościa do Poznania został zlikwidowany - pozostawiono jedynie skład na trasie Rzeszów - Poznań, natomiast od Zamościa do Rzeszowa wprowadzono kolejową komunikację zastępczą (autobus).
W kolejnych latach przywrócono bezpośrednie pociągi pośpieszne w kierunku Warszawy i Wrocławia. W 2024 uruchomiono całoroczne pociągi do Bełżca.

### Współcześnie
Obecnie stacja Zamość obsługuje połączenia pospieszne – pociągi InterCity do stacji:
- Hrubieszów Miasto (przez: Werbkowice),
- Kraków Główny (przez: Biłgoraj, Stalową Wolę, Tarnobrzeg, Dębicę),
- Świnoujście (przez: Lublin, stację Warszawa Centralna, Poznań, Szczecin)

oraz połączenia osobowe – pociągi Regio do stacji/przystanków:
- Bełżec[10] (przez: Zawadę, Zwierzyniec, Susiec),
- Lublin Główny (przez: Zawadę, Krasnystaw, Świdnik),
- Zamość Wschód,
- Zawada, gdzie są skomunikowane z pociągami Regio do Bełżca.

## Powiązania komunikacyjne
Z pobliskim centrum i innymi częściami miasta stacja połączona jest liniami autobusowymi nr: 
- 0 Os. Słoneczny Stok – Płoskie (wybrane kursy: Siedliska)
- 1 Os. Energetyk – Szczebrzeska pętla
- 2 Szczebrzeska pętla – Jatutów (wybrane kursy: Kalinowice, Pniówek)
- 8 Szczebrzeska pętla – Szopinek (wybrane kursy: Hrubieszowska Gr. Miasta)
- 11 Lwowska POM – Szczebrzeska pętla
- 17 Karolówka Cmentarz – Os. Majdan
- 33 Zamoyskiego myjnia – Hubale (wybrane kursy: Wychody)
- 35 Wólka Wieprzecka Remiza – Szczebrzeska pętla
- 40 Cześniki – Szczebrzeska pętla
- 42 Szczebrzeska pętla – Pniówek
- 47 Szczebrzeska pętla – Sitno LODR (wybrane kursy: Stanisławka).

Obsługuje je przystanek Szczebrzeska ZOO.
Na placu przed stacją kolejową znajduje się postój TAXI.